# Arend Heyting

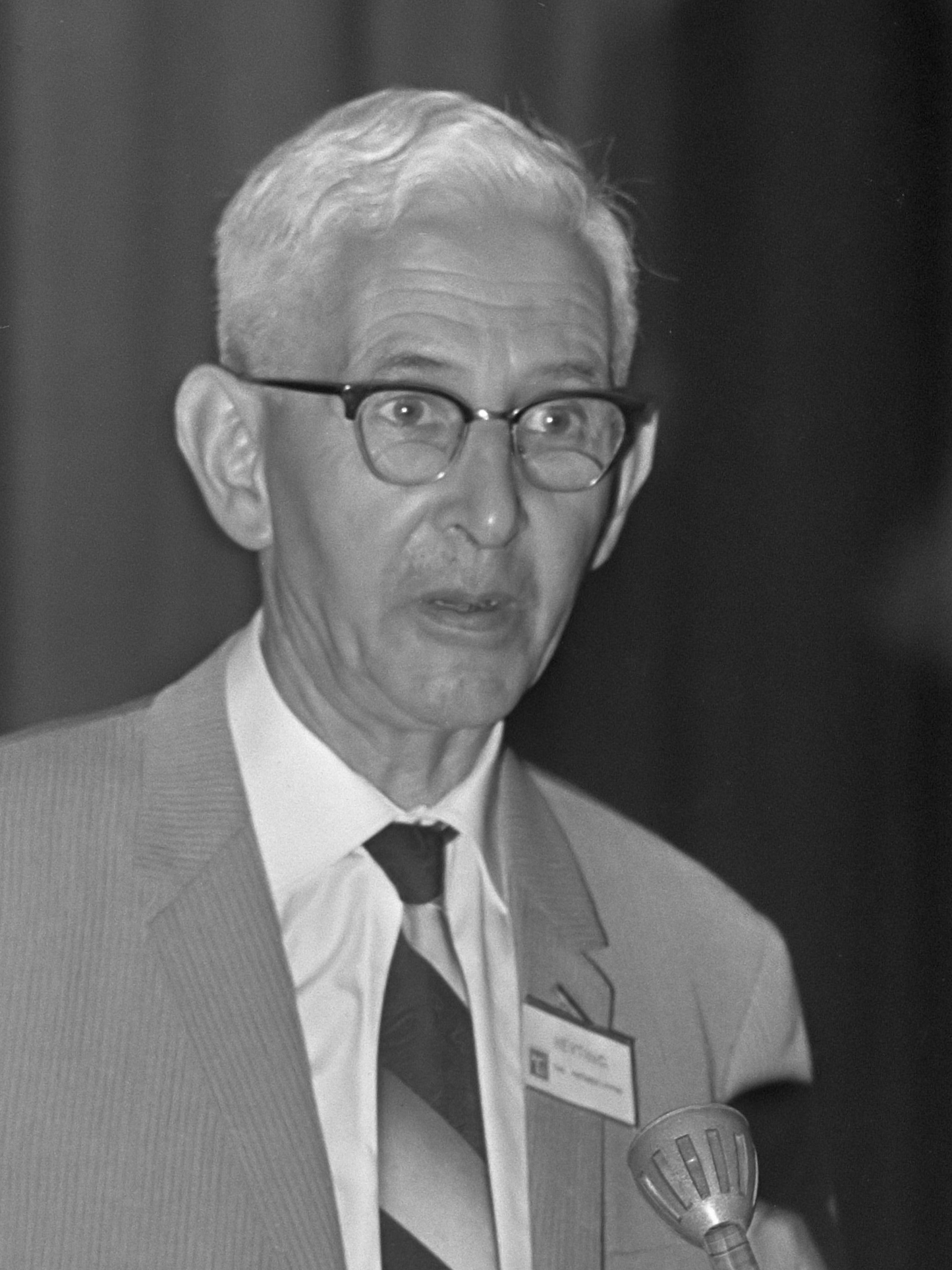

Arend Heyting, eigentlich Heijting, (* 9. Mai 1898 in Amsterdam; † 9. Juli 1980 in Lugano) war ein niederländischer Mathematiker und Logiker. Er war Schüler von L. E. J. Brouwer und befasste sich mit der intuitionistischen Logik, für die er 1930 das erste formalisierte Axiomensystem angab.

## Leben
Heyting studierte ab 1916 Mathematik an der Universität Amsterdam, wo er von Brouwer und Gerrit Mannoury beeinflusst war. 1925 machte er sein Doctoralexamen bei Brouwer mit der Schrift Intuitionistische axiomatiek der projectieve meetkunde. Danach war er Lehrer in Enschede, befasste sich aber weiter mit Brouwers Intuitionismus und wurde 1925 promoviert über intuitionistische Axiomatik in der projektiven Geometrie (Intuïtionistische axiomatiek der projectieve meetkunde). 1927 lobte die Wiskundig Genootschap einen Preis über die Formalisierung des Intuitionismus aus, den Heyting gewann. Die Arbeit wurde 1930 publiziert und verschafft ihm internationale Bekanntheit. 1936 wurde er Privatdozent an der Universität Amsterdam, 1937 Lektor und 1948 als Nachfolger von Mannoury Professor. 1968 wurde er emeritiert, blieb aber wissenschaftlich aktiv.
Er gab den ersten Band von Brouwers Gesammelten Werken heraus.
Seit 1942 war er Mitglied der Königlich Niederländischen Akademie der Wissenschaften (KNAW).

## Schriften
- Die formalen Regeln der intuitionistischen Logik., 3 Teile, In: Sitzungsberichte der preußischen Akademie der Wissenschaften. phys.-math. Klasse, 1930, 42–56,  57–71, 158–169. Gekürzter Nachdruck in Berka, Karel; Kreiser, Lothar: Logik-Texte. Kommentierte Auswahl zur Geschichte der modernen Logik, Akademie-Verlag Berlin 1986, Seite 188–192
- Die intuitionistische Grundlegung der Mathematik, Erkenntnis, Band 2, 1931, S. 106–115.
- Mathematische Grundlagenforschung, Intuitionismus, Beweistheorie, Ergebnisse der Mathematik und ihrer Grenzgebiete, Springer Verlag 1934
- Intuitionism, an introduction, North Holland 1956, 1966, 1971
- Axiomatic method en intuitionism, In: Y. Bar-Hillel, J. Poznanski, M.O. Rabin, A. Robinson (Hrsg.), Essays on the Foundations of Mathematics, Magnes Press, Hebrew University, Jerusalem, und North-Holland Publ. Co., Amsterdam 1962, S. 237–247.
- Untersuchungen über intuitionistische Algebra, Verhandelingen der Nederlandse Akademie van Wetenschappen, afdeling Natuurkunde, 1ste sectie, 18, 1941, Nr. 2
- Note on the Riesz-Fischer Theorem, Proceedings Koninklijke Nederlandse Akademie van Wetenschappen, Series A, 54 = Indagationes Mathematicae 13, 1951, S. 35–40.
- Espace de Hilbert et intuitionnisme, in: Les méthodes formelles en axiomatique. Colloques internationaux du C.N.R.S. no. 36 (Paris 1950), Paris 1953, S. 59–63.